# Corso di Porta Romana (Mailand)

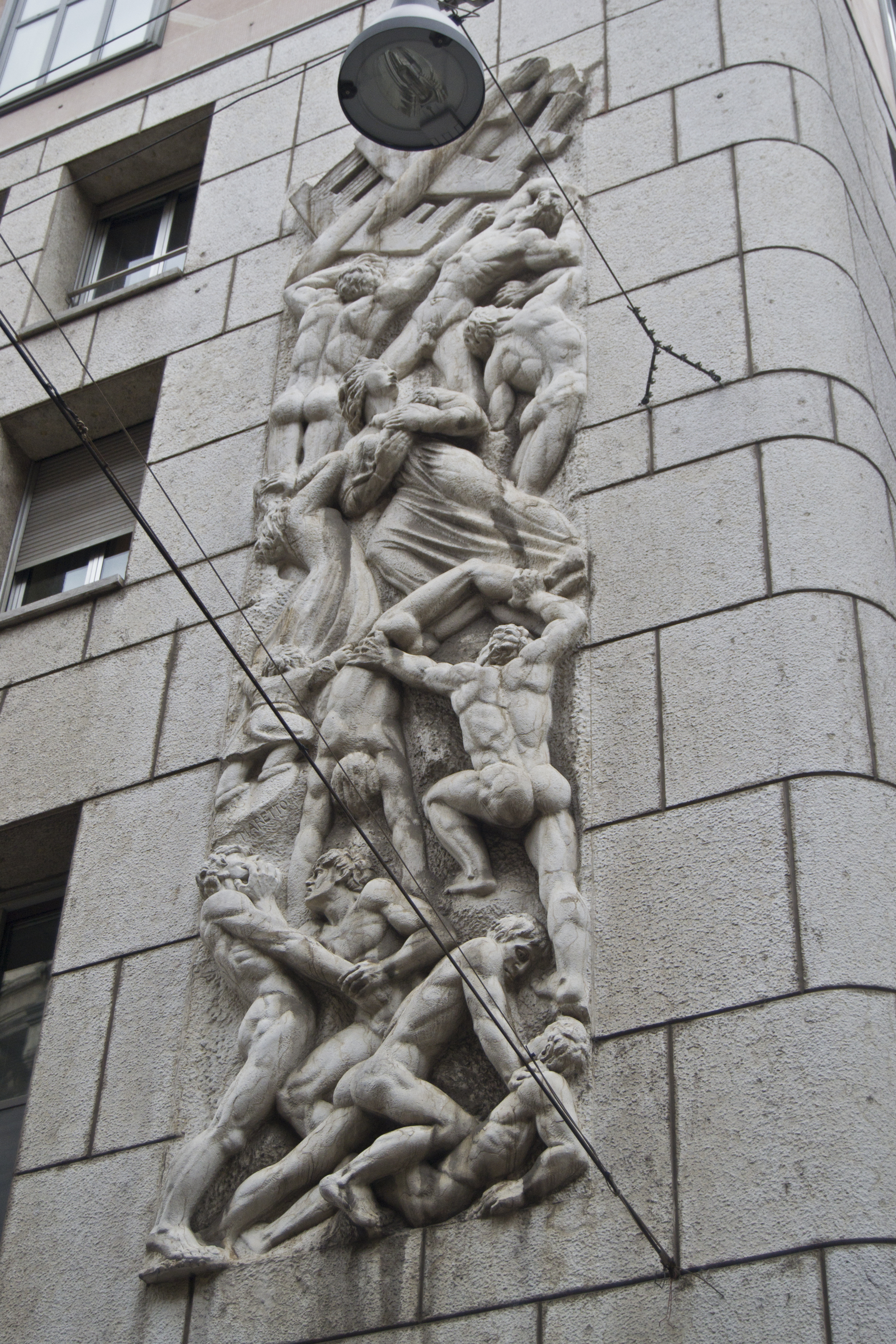
Hotel Cavalieri am Anfang des Corso

Die Corso di Porta Romana ist eine 1460 Meter lange Straße im Zentrum Mailands in Italien. Sie ist ein Einkaufsviertel im Zentrum der Stadt mit zahlreichen Boutiquen. Die Straße verbindet die Piazza Missori mit der Porta Romana. Sie war Residenz des Mailänder Hochadels und seit jeher die Straße, die nach Rom führt.
Der Corso di Porta Romana ist eine Luxusstraße im Zentrum von Mailand. Die Designerin Miuccia Prada lebt am Corso di Porta Romana in Mailand.
Unter der Straße fährt die U-Bahn-Linie 3, mit den Stationen Missori, Crocetta und Porta Romana.

## Belege
1. ↑  Yesminano.it, Gemeinde Mailand, Handelskammer Mailand

Koordinaten: 45° 27′ 23,4″ N, 9° 11′ 42,4″ O